# Liste römischer Familien
Dies ist eine Liste Römischer Gentilnamen, die den heutigen Familiennamen entsprechen. Sie sind nach dem Alphabet geordnet und in ihrer gebräuchlichsten Form angeführt, teilweise mit verbreiteten Nebenformen. Soweit bekannt und eindeutig, wird die ständische Zuordnung (Patrizier oder Plebejer) der Gens genannt; außerdem die Zeit, in der die Gens bezeugt ist (inschriftlich oder historisch nachweisbar), sowie die wichtigsten Zweige (Stirpes) der Familie. Nicht aufgeführt sind hier solche Cognomina, die keinen fortlaufenden Familienzweig, sondern lediglich Einzelpersonen kennzeichneten. Nicht enthalten bei den Familiennamen sind Einzel- und Personennamen der Kaiserzeit (christliche Zeitrechnung), die meist nach orientalischen Gebräuchen gewählt wurden.
Die fünf großen Geschlechter der römischen Republik (um 500 bis 30 v. Chr.) sind fett markiert.
| Inhaltsverzeichnis A B C D E F G H I L M N O P Q R S T U V |

## A
| Nomen                 | Stand     | Zeit                                          | Stirpes                                                                   |
| --------------------- | --------- | --------------------------------------------- | ------------------------------------------------------------------------- |
| Acilius               | Plebejer  | seit dem 3. Jahrhundert v. Chr.               | Aviola, Balbus, Caninus, Faustinus, Fuscus, Glabrio                       |
| Acutius               |           | 4. bis 1. Jahrhundert v. Chr.                 |                                                                           |
| Aebutius              |           | seit dem 5. Jahrhundert v. Chr.               | Helva                                                                     |
| Aedinius              |           | 3. Jahrhundert                                |                                                                           |
| Aelius (Ailius)       | Plebejer  | seit dem 4. Jahrhundert v. Chr.               | Gallus, Lamia, Paetus, Tubero                                             |
| Aemilius (Aimilius)   | Patrizier | seit dem 5. Jahrhundert v. Chr.               | Barbula, Lepidus, Mamercinus, Mamercus, Papus, Paullus, Regillus, Scaurus |
| Afranius              | Plebejer  | seit dem 2. Jahrhundert v. Chr.               |                                                                           |
| Albinius              | Plebejer  | seit dem 5. Jahrhundert v. Chr.               |                                                                           |
| Albius                | Plebejer  | seit dem 2. Jahrhundert v. Chr.               |                                                                           |
| Albucius              |           | 2. Jahrhundert v. Chr.                        |                                                                           |
| Alfenius              |           | seit dem 2. Jahrhundert                       |                                                                           |
| Alfius                |           | 3. bis 1. Jahrhundert v. Chr.                 |                                                                           |
| Allius                |           | seit dem 2. Jahrhundert v. Chr.               |                                                                           |
| Ampius                |           | 3. bis 1. Jahrhundert v. Chr.                 |                                                                           |
| Ancharius             |           | seit dem 1. Jahrhundert v. Chr.               |                                                                           |
| Anicius               |           | seit dem 3. Jahrhundert v. Chr.               | Symmachus, Boethius                                                       |
| Annaeus               |           | seit dem 1. Jahrhundert v. Chr.               | Seneca                                                                    |
| Annius                | Plebejer  | seit dem 3. Jahrhundert v. Chr.               | Bassus, Gallus, Libo, Pollio, Rufus, Verus                                |
| Antistius (Antestius) | Plebejer  | seit dem 5. Jahrhundert v. Chr.               | Labeo, Vetus                                                              |
| Antius                |           | seit dem 5. Jahrhundert v. Chr.               |                                                                           |
| Antonius              | Plebejer  | seit dem 5. Jahrhundert v. Chr.               | Balbus, Gnipho, Merenda                                                   |
| Aponius               |           | 1. Jahrhundert v. Chr./1. Jahrhundert n. Chr. | Saturninus                                                                |
| Apronius              |           | seit dem 5. Jahrhundert v. Chr.               |                                                                           |
| Apuleius (Appuleius)  | Plebejer  | seit dem 1. Jahrhundert v. Chr.               |                                                                           |
| Apustius              | Plebejer  | 3. bis 2. Jahrhundert v. Chr.                 |                                                                           |
| Aquilius (Aquillius)  | Plebejer  | seit dem 5. Jahrhundert v. Chr.               |                                                                           |
| Arrius                | Plebejer  | seit dem 1. Jahrhundert v. Chr.               | Arrius Menander                                                           |
| Arruntius             | Plebejer  | seit dem 1. Jahrhundert v. Chr.               |                                                                           |
| Asinius               | Plebejer  | seit dem 1. Jahrhundert v. Chr.               | Dento, Pollio                                                             |
| Ateius                |           | seit dem 1. Jahrhundert v. Chr.               |                                                                           |
| Aternius              | Patrizier | bis zum 5. Jahrhundert v. Chr.                |                                                                           |
| Atidius (Attidius)    |           | seit dem 1. Jahrhundert v. Chr.               |                                                                           |
| Atilius (Ateilius)    | Plebejer  | seit dem 5. Jahrhundert v. Chr.               | Bulbus, Calatinus, Regulus, Saranus (Serranus)                            |
| Atinius               | Plebejer  | 3. bis 1. Jahrhundert v. Chr.                 |                                                                           |
| Atius                 |           |                                               |                                                                           |
| Aufidius              | Plebejer  | seit dem 2. Jahrhundert v. Chr.               |                                                                           |
| Aurelius              |           | seit dem 3. Jahrhundert v. Chr.               | Cotta, Oresta, Rufus                                                      |
| Aurius                |           | 1. Jahrhundert v. Chr.                        |                                                                           |
| Axius                 | Plebejer  | seit dem 1. Jahrhundert v. Chr.               |                                                                           |

## B
| Nomen    | Stand    | Zeit                            | Stirpes   |
| -------- | -------- | ------------------------------- | --------- |
| Baebius  | Plebejer | seit dem 3. Jahrhundert v. Chr. | Tamphilus |
| Blossius |          | seit dem 3. Jahrhundert v. Chr. |           |
| Bruttius |          | seit dem 1. Jahrhundert v. Chr. |           |

## C
| Nomen               | Stand     | Zeit                                                     | Stirpes |
| ------------------- | --------- | -------------------------------------------------------- | --- |
| Caecilius           | Plebejer  | seit dem 5. Jahrhundert v. Chr.                          | Cornutus, Dio, Metellus, Niger, Rufus |
| Caecina             |           | seit dem 1. Jahrhundert v. Chr.                          | |
| Caedicius           |           | 5. bis zum 3. Jahrhundert v. Chr.                        | |
| Caerellius          | Plebejer  | seit dem 1. Jahrhundert v. Chr.                          | |
| Caesius             |           | seit dem 3. Jahrhundert v. Chr.                          | |
| Caesonius           |           | seit dem 1. Jahrhundert v. Chr.                          | |
| Calavius            |           | seit dem 4. Jahrhundert v. Chr.                          | |
| Calpurnius          | Plebejer  | seit dem 3. Jahrhundert v. Chr.                          | Bestia, Bibulus, Piso |
| Calvisius           |           | seit dem 1. Jahrhundert v. Chr.                          | |
| Calvius             |           | seit dem 5. Jahrhundert v. Chr.                          | |
| Caninius            | Plebejer  | seit dem 2. Jahrhundert v. Chr.                          | |
| Cannutius           |           | seit dem 1. Jahrhundert v. Chr.                          | |
| Canuleius           | Plebejer  | seit dem 5. Jahrhundert v. Chr.                          | |
| Carisius            |           | 1. Jahrhundert v. Chr.                                   | |
| Carinnas            |           | seit dem 1. Jahrhundert v. Chr.                          | |
| Carvilius           | Plebejer  | seit dem 3. Jahrhundert v. Chr.                          | |
| Cassius             | Plebejer  | seit dem 5. Jahrhundert v. Chr.                          | Longinus, Parmensis |
| Catius              | Plebejer  | seit dem 3. Jahrhundert v. Chr.                          | |
| Ceionius            |           | seit dem 1. Jahrhundert n. Chr., v. a. in der Spätantike | Commodus, Rufius Volusianus, Iulianus |
| Cestius             | Plebejer  | seit dem 1. Jahrhundert v. Chr.                          | |
| Cilnius             |           | seit dem 4. Jahrhundert v. Chr.                          | |
| Cispius             | Plebejer  | seit dem 1. Jahrhundert v. Chr.                          | |
| Claudius            | Patrizier | seit dem 5. Jahrhundert v. Chr.                          | Centho, Crassus, Inregillensis, Marcellus, Nero, Pulcher, Sabinus                                                                           |
| Clodius             | Plebejer  | seit dem 1. Jahrhundert v. Chr.                          | |
| Cloelius (Cluilius) | Patrizier | seit dem 5. Jahrhundert v. Chr.                          | |
| Cluentius           |           | seit dem 1. Jahrhundert v. Chr.                          | |
| Cluvius             | Plebejer  | seit dem 3. Jahrhundert v. Chr.                          | |
| Coelius (Coilius)   | Plebejer  | seit dem 2. Jahrhundert v. Chr.                          | |
| Cominius            |           | seit dem 5. Jahrhundert v. Chr.                          | |
| Considius           |           | seit dem 1. Jahrhundert v. Chr.                          | |
| Coponius            |           | seit dem 1. Jahrhundert v. Chr.                          | |
| Cornelius           | Patrizier | seit dem 5. Jahrhundert v. Chr.                          | Balbus, Blasio, Cethegus, Cinna, Cossus, Dolabella, Gallus, Lentulus, Maluginensis, Mammula, Merula, Nepos, Rufinus, Scipio, Sisenna, Sulla |
| Cornificius         | Plebejer  | seit dem 1. Jahrhundert v. Chr.                          | |
| Coruncanius         | Plebejer  | seit dem 3. Jahrhundert v. Chr.                          | |
| Cosconius           | Plebejer  | seit dem 3. Jahrhundert v. Chr.                          | |
| Cossutius           |           | seit dem 1. Jahrhundert v. Chr.                          | |
| Curiatius           | Patrizier | seit dem 5. Jahrhundert v. Chr.                          | |
| Curius              | Plebejer  | seit dem 3. Jahrhundert v. Chr.                          | |
| Curtilius           |           | seit dem 1. Jahrhundert v. Chr.                          | |
| Curtius             |           | seit dem 5. Jahrhundert v. Chr.                          | |

## D
| Nomen    | Stand    | Zeit                            | Stirpes               |
| -------- | -------- | ------------------------------- | --------------------- |
| Decidius |          | seit dem 1. Jahrhundert v. Chr. |                       |
| Decimius |          | seit dem 3. Jahrhundert v. Chr. |                       |
| Decius   | Plebejer | seit dem 5. Jahrhundert v. Chr. |                       |
| Dellius  |          | 1. Jahrhundert v. Chr.          |                       |
| Didius   | Plebejer | seit dem 2. Jahrhundert v. Chr. |                       |
| Domitius | Plebejer | seit dem 4. Jahrhundert v. Chr. | Ahenobarbus, Calvinus |
| Duilius  | Plebejer | bis 3. Jahrhundert v. Chr.      |                       |
| Duronius | Plebejer | seit dem 2. Jahrhundert v. Chr. |                       |

## E
| Nomen       | Stand    | Zeit                            | Stirpes                              |
| ----------- | -------- | ------------------------------- | ------------------------------------ |
| Egnatius    |          | seit dem 2. Jahrhundert v. Chr. | Victores, Mariniani, etliche weitere |
| Egnatuleius |          | 1. Jahrhundert v. Chr.          |                                      |
| Egrilius    |          | seit dem 2. Jahrhundert v. Chr. |                                      |
| Epidius     | Plebejer | seit dem 1. Jh. v. Chr.         |                                      |
| Erucius     |          | seit dem 1. Jahrhundert v. Chr. |                                      |

## F
| Nomen     | Stand     | Zeit                            | Stirpes                                                                          |
| --------- | --------- | ------------------------------- | -------------------------------------------------------------------------------- |
| Faberius  |           | 1. Jahrhundert v. Chr.          |                                                                                  |
| Fabius    | Patrizier | seit dem 5. Jahrhundert v. Chr. | Ambustus, Buteo, Maximus, Pictor, Vibulanus                                      |
| Fabricius | Plebejer  | seit dem 3. Jahrhundert v. Chr. |                                                                                  |
| Fabrinius |           | 1. Jahrhundert v. Chr.          |                                                                                  |
| Fadius    |           | seit dem 1. Jahrhundert v. Chr. |                                                                                  |
| Fannius   | Plebejer  | seit dem 2. Jahrhundert v. Chr. |                                                                                  |
| Favonius  |           | 1. Jahrhundert v. Chr.          |                                                                                  |
| Feridius  |           | 1. Jahrhundert v. Chr.          |                                                                                  |
| Flaminius | Plebejer  | seit dem 3. Jahrhundert v. Chr. |                                                                                  |
| Flavius   | Plebejer  | seit dem 4. Jahrhundert v. Chr. |                                                                                  |
| Fo(s)lius | Patrizier | bis 4. Jahrhundert v. Chr.      |                                                                                  |
| Fonteius  | Plebejer  | seit dem 2. Jahrhundert v. Chr. | Capito                                                                           |
| Fufius    | Plebejer  | seit dem 2. Jahrhundert v. Chr. | Cita, Calenus, Geminus                                                           |
| Fulcinius |           | seit dem 2. Jahrhundert v. Chr. |                                                                                  |
| Fulvius   | Plebejer  | seit dem 4. Jahrhundert v. Chr. | Bambalio, Centumalus, Curvus, Flaccus, Gillo, Lippus, Longus, Nobilior, Paetinus |
| Fundanius |           | seit dem 3. Jahrhundert v. Chr. |                                                                                  |
| Furfanius |           | 1. Jahrhundert v. Chr.          |                                                                                  |
| Furius    | Patrizier | seit dem 5. Jahrhundert v. Chr. | Bibaculus, Camillus, Crassipes, Fusus, Medullinus, Pacilus, Philus, Purpureo     |
| Furnius   | Plebejer  | seit dem 1. Jahrhundert v. Chr. |                                                                                  |

## G
| Nomen     | Stand    | Zeit                            | Stirpes   |
| --------- | -------- | ------------------------------- | --------- |
| Gabienus  |          | 1. Jahrhundert v. Chr.          |           |
| Gabinius  | Plebejer | seit dem 3. Jahrhundert v. Chr. |           |
| Gallius   |          | 1. Jahrhundert v. Chr.          |           |
| Gallonius |          | 1. Jahrhundert v. Chr.          |           |
| Gavius    |          | seit dem 1. Jahrhundert v. Chr. |           |
| Gellius   |          | seit dem 2. Jahrhundert v. Chr. |           |
| Geminius  |          | seit dem 1. Jahrhundert v. Chr. |           |
| Genucius  | Plebejer | 5. bis 2. Jahrhundert v. Chr.   | Augurinus |
| Granius   |          | seit dem 1. Jahrhundert v. Chr. |           |
| Gratidius |          | seit dem 1. Jahrhundert v. Chr. |           |

## H
| Nomen    | Stand     | Zeit                          | Stirpes             |
| -------- | --------- | ----------------------------- | ------------------- |
| Horatius | Patrizier | 6. bis 4. Jahrhundert v. Chr. | Barbatus, Pulvillus |

## I
| Nomen     | Stand     | Zeit                            | Stirpes                                           |
| --------- | --------- | ------------------------------- | ------------------------------------------------- |
| Icilius   | Plebejer  | 5. bis 4. Jahrhundert v. Chr.   |                                                   |
| Insteius  |           | seit dem 3. Jahrhundert v. Chr. |                                                   |
| Iulius    | Patrizier | seit dem 5. Jahrhundert v. Chr. | Asper, Candidus, Caesar, Iulius Iullus            |
| Iunius    | Plebejer  | seit dem 4. Jahrhundert v. Chr. | Brutus, Bubulcus, Pera, Scaeva, Silanus-Torquatus |
| Iuventius |           | seit dem 3. Jahrhundert v. Chr. | Laterensis, Pedo, Thalna                          |

## L
| Nomen     | Stand     | Zeit                            | Stirpes                                                   |
| --------- | --------- | ------------------------------- | --------------------------------------------------------- |
| Laberius  | Plebejer  | seit dem 1. Jahrhundert v. Chr. |                                                           |
| Labienus  |           | seit dem 1. Jahrhundert v. Chr. |                                                           |
| Laelius   | Plebejer  | seit dem 2. Jahrhundert v. Chr. |                                                           |
| Laenius   |           | seit dem 1. Jahrhundert v. Chr. |                                                           |
| Laetorius | Plebejer  | seit dem 5. Jahrhundert v. Chr. |                                                           |
| Lafrenius |           | 1. Jahrhundert v. Chr.          |                                                           |
| Lamponius |           | 1. Jahrhundert v. Chr.          |                                                           |
| Larcius   | Patrizier | 5. bis 1. Jahrhundert v. Chr.   |                                                           |
| Licinius  | Plebejer  | seit dem 5. Jahrhundert v. Chr. | Calvus, Crassus, Lucullus, Murena, Nerva, Sacerdos, Varus |
| Ligarius  |           | 1. Jahrhundert v. Chr.          |                                                           |
| Ligurius  |           | bis 1. Jahrhundert v. Chr.      |                                                           |
| Livineius |           | seit dem 1. Jahrhundert v. Chr. |                                                           |
| Livius    | Plebejer  | seit dem 4. Jahrhundert v. Chr. | Drusus, Salinator                                         |
| Lollius   | Plebejer  | seit dem 3. Jahrhundert v. Chr. |                                                           |
| Lucceius  |           | seit dem 1. Jahrhundert v. Chr. |                                                           |
| Lucilius  | Plebejer  | seit dem 2. Jahrhundert v. Chr. |                                                           |
| Lucretius |           | seit dem 5. Jahrhundert v. Chr. | Gallus, Ofella, Trio, Vespillo                            |
| Lutatius  | Plebejer  | seit dem 3. Jahrhundert v. Chr. | Catulus, Cerco                                            |

## M
| Nomen     | Stand     | Zeit                            | Stirpes                                          |
| --------- | --------- | ------------------------------- | ------------------------------------------------ |
| Maecenas  |           | seit dem 1. Jahrhundert v. Chr. |                                                  |
| Maecius   |           | 2. bis 1. Jahrhundert v. Chr.   |                                                  |
| Maelius   |           | 5. bis 4. Jahrhundert v. Chr.   |                                                  |
| Maenius   | Plebejer  | seit dem 4. Jahrhundert v. Chr. |                                                  |
| Magius    |           | 1. Jahrhundert v. Chr.          |                                                  |
| Mallius   |           | seit dem 2. Jahrhundert v. Chr. |                                                  |
| Mamilius  |           | 5. bis 1. Jahrhundert v. Chr.   | Turrinus, Vitulus                                |
| Manius    |           | 6. Jahrhundert v. Chr.          |                                                  |
| Manlius   | Patrizier | 5. bis 1. Jahrhundert v. Chr.   | Acidinus, Capitolinus, Torquatus, Vulso          |
| Marcius   | Plebejer  | seit dem 3. Jahrhundert v. Chr. | Censorius, Figulus, Philippus, Rutilus, Tremulus |
| Marius    |           | seit dem 2. Jahrhundert v. Chr. |                                                  |
| Matius    |           | seit dem 1. Jahrhundert v. Chr. |                                                  |
| Memmius   | Plebejer  | 2. bis 1. Jahrhundert v. Chr.   |                                                  |
| Menenius  | Patrizier | 5. bis 4. Jahrhundert v. Chr.   |                                                  |
| Mescinius |           | 1. Jahrhundert v. Chr.          |                                                  |
| Messius   |           | seit dem 1. Jahrhundert v. Chr. |                                                  |
| Metilius  | Patrizier | seit dem 3. Jahrhundert v. Chr. |                                                  |
| Minucius  | Plebejer  | seit dem 5. Jahrhundert v. Chr. | Augurinus, Rufus, Thermus                        |
| Mucius    | Plebejer  | seit dem 5. Jahrhundert v. Chr. | Scaevola                                         |
| Mummius   | Plebejer  | seit dem 2. Jahrhundert v. Chr. |                                                  |
| Munatius  | Plebejer  | seit dem 1. Jahrhundert v. Chr. |                                                  |

## N
| Nomen            | Stand     | Zeit                                       | Stirpes                                          |
| ---------------- | --------- | ------------------------------------------ | ------------------------------------------------ |
| Naevius          | Plebejer  | seit dem 2. Jahrhundert v. Chr.            |                                                  |
| Nasidienus       |           | 1. Jahrhundert v. Chr.                     |                                                  |
| Nautius          | Patrizier | 5. bis 3. Jahrhundert v. Chr.              |                                                  |
| Neratius         |           | seit dem 1. Jahrhundert v. Chr.            |                                                  |
| Nonius (Nonnius) |           | seit dem 1. Jahrhundert v. Chr.            | Arrius, Asprenas, Balbus, Quinctilianus, Sufenas |
| Norbanus         |           | seit dem 1. Jahrhundert v. Chr.            | Balbus, Flaccus                                  |
| Novius           |           | seit dem 3. Jahrhundert v. Chr.            |                                                  |
| Numerius         |           | seit dem 1. Jahrhundert v. Chr.            |                                                  |
| Numisius         |           | seit dem 1. Jahrhundert v. Chr.            |                                                  |
| Numitorius       | Plebejer  | seit dem 5. Jahrhundert v. Chr.            |                                                  |
| Nummius          |           | bedeutend im 2. bis 4. Jahrhundert n. Chr. | Tuscus, Albinus                                  |
| Numonius         |           | seit dem 1. Jahrhundert v. Chr.            |                                                  |
| Nunnius          |           | seit dem 2. Jahrhundert v. Chr.            |                                                  |

## O
| Nomen     | Stand    | Zeit                            | Stirpes |
| --------- | -------- | ------------------------------- | ------- |
| Octavius  |          | seit dem 3. Jahrhundert v. Chr. |         |
| Ofilius   |          | seit dem 1. Jahrhundert v. Chr. |         |
| Ogulnius  |          | seit dem 3. Jahrhundert v. Chr. |         |
| Opimius   | Plebejer | seit dem 2. Jahrhundert v. Chr. |         |
| Oppius    |          | seit dem 5. Jahrhundert v. Chr. |         |
| Orbilius  |          | seit dem 2. Jahrhundert v. Chr. |         |
| Orbius    |          | 1. Jahrhundert v. Chr.          |         |
| Orcivius  |          | 1. Jahrhundert v. Chr.          |         |
| Otacilius |          | seit dem 3. Jahrhundert v. Chr. |         |
| Ovidius   | Plebejer |                                 |         |
| Ovinius   |          | 4. bis 1. Jahrhundert v. Chr.   |         |

## P
| Nomen                        | Stand     | Zeit                            | Stirpes |
| ---------------------------- | --------- | ------------------------------- | --- |
| Paccienus                    |           | 1. Jahrhundert v. Chr.          | |
| Paccius                      |           | seit dem 2. Jahrhundert v. Chr. | |
| Paconius                     |           | seit dem 3. Jahrhundert v. Chr. | |
| Pacuvius                     |           | seit dem 3. Jahrhundert v. Chr. | |
| Papirius                     |           | seit dem 5. Jahrhundert v. Chr. | Carbo, Crassus, Curso, Maso, Mugillanus, Turdus                                                                                               |
| Papius                       |           | seit dem 1. Jahrhundert v. Chr. | |
| Paquius (Pacuvius)           |           | 1. Jahrhundert v. Chr.          | |
| Pedanius                     |           | seit dem 3. Jahrhundert v. Chr. | |
| Peducaeus                    |           | seit dem 1. Jahrhundert v. Chr. | |
| Persius                      |           | seit dem 1. Jahrhundert v. Chr. | Flaccus |
| Petillius                    | Plebejer  | seit dem 2. Jahrhundert v. Chr. | |
| Petreius                     |           | seit dem 2. Jahrhundert v. Chr. | |
| Petronius (etrusk.: Petruni) |           | seit dem 2. Jahrhundert v. Chr. | P. ohne Cognomen, Honoratus, Lurco, Musa, Niger, Pontius Nigrinus, Priscus, Rufus, Sabinus, Secundus, Sura, Turpilianus, Umbrinus u. v. a. m. |
| Pinarius                     | Patrizier | seit dem 5. Jahrhundert v. Chr. | |
| Plaetorius                   |           | seit dem 2. Jahrhundert v. Chr. | |
| Plancius                     |           | seit dem 1. Jahrhundert v. Chr. | |
| Plautius (Plotius)           | Plebejer  | seit dem 4. Jahrhundert v. Chr. | Decianus, Hypsaeus, Proculus, Silvanus, Venox                                                                                                 |
| Pleminius                    |           | seit dem 3. Jahrhundert v. Chr. | |
| Poetelius                    | Plebejer  | seit dem 5. Jahrhundert v. Chr. | |
| Pompeius                     | Plebejer  | seit dem 2. Jahrhundert v. Chr. | Bithynicus, Magnus, Rufus |
| Pompilius                    |           | 5. bis 1. Jahrhundert v. Chr.   | |
| Pomponius                    | Plebejer  | seit dem 4. Jahrhundert v. Chr. | Bassus, Flaccus, Labeo, Matho, Molo, Rufus |
| Pontius                      |           | seit dem 4. Jahrhundert v. Chr. | Nigrinus, Pilatus |
| Popillius (Popilius)         | Plebejer  | seit dem 2. Jahrhundert v. Chr. | Laenas |
| Poppaedius                   |           | 1. Jahrhundert v. Chr.          | |
| Poppaeus                     |           | seit dem 1. Jahrhundert v. Chr. | |
| Porcius                      | Plebejer  | seit dem 3. Jahrhundert v. Chr. | Cato, Laeca, Licinus |
| Postumius                    | Patrizier | seit dem 5. Jahrhundert v. Chr. | Albus, Regillensis |
| Potitius                     | Patrizier | seit dem 5. Jahrhundert v. Chr. | |
| Prifernius                   |           | seit dem 1. Jahrhundert v. Chr. | |
| Proculus                     |           | seit dem 1. Jahrhundert v. Chr. | |
| Publicius                    | Plebejer  | seit dem 3. Jahrhundert v. Chr. | Bibulus, Malleolus |
| Pullius                      |           | seit dem 3. Jahrhundert v. Chr. | |
| Pupius                       | Plebejer  | seit dem 5. Jahrhundert v. Chr. | |

## Q
| Nomen                    | Stand     | Zeit                            | Stirpes                                         |
| ------------------------ | --------- | ------------------------------- | ----------------------------------------------- |
| Quinctilius (Quintilius) | Patrizier | seit dem 5. Jahrhundert v. Chr. | Varus                                           |
| Quinctius                | Patrizier | seit dem 5. Jahrhundert v. Chr. | Capitolinus, Cincinnatus, Crispinus, Flamininus |

## R
| Nomen     | Stand     | Zeit                            | Stirpes              |
| --------- | --------- | ------------------------------- | -------------------- |
| Rabirius  |           | seit dem 1. Jahrhundert v. Chr. |                      |
| Rabuleius |           | 5. Jahrhundert v. Chr.          |                      |
| Racilius  |           | 1. Jahrhundert v. Chr.          |                      |
| Raecius   |           | seit dem 3. Jahrhundert v. Chr. |                      |
| Ragonius  |           | seit dem 3. Jahrhundert v. Chr. |                      |
| Romilius  | Patrizier | 5. Jahrhundert v. Chr.          |                      |
| Roscius   |           | seit dem 1. Jahrhundert v. Chr. |                      |
| Rubrius   |           | seit dem 2. Jahrhundert v. Chr. |                      |
| Rutilius  | Plebejer  | seit dem 2. Jahrhundert v. Chr. | Calvus, Lupus, Rufus |

## S
| Nomen                | Stand     | Zeit                            | Stirpes                                                                                       |
| -------------------- | --------- | ------------------------------- | --------------------------------------------------------------------------------------------- |
| Saenius              |           | 1. Jahrhundert v. Chr.          |                                                                                               |
| Sallienus            |           | 1. Jahrhundert v. Chr.          |                                                                                               |
| Sallustius           |           | seit dem 1. Jahrhundert v. Chr. | Crispus                                                                                       |
| Salonius             |           | seit dem 4. Jahrhundert v. Chr. |                                                                                               |
| Salvius              |           | seit dem 1. Jahrhundert v. Chr. | Otho                                                                                          |
| Satrius              |           | seit dem 1. Jahrhundert v. Chr. |                                                                                               |
| Saturius (Satureius) |           | seit dem 2. Jahrhundert v. Chr. |                                                                                               |
| Saufeius             |           | seit dem 2. Jahrhundert v. Chr. |                                                                                               |
| Scantinius           |           | 3. Jahrhundert v. Chr.          |                                                                                               |
| Scaptius             |           | seit dem 5. Jahrhundert v. Chr. |                                                                                               |
| Scribonius           | Plebejer  | seit dem 3. Jahrhundert v. Chr. | Curio, Libo                                                                                   |
| Seius                |           | seit dem 1. Jahrhundert v. Chr. |                                                                                               |
| Selicius             |           | 1. Jahrhundert v. Chr.          |                                                                                               |
| Sempronius           |           | seit dem 5. Jahrhundert v. Chr. | Asellio, Atratinus, Blaesus, Gracchus, Longus, Tuditanus                                      |
| Sentius              |           | seit dem 1. Jahrhundert v. Chr. |                                                                                               |
| Semptimius           |           | seit dem 1. Jahrhundert v. Chr. |                                                                                               |
| Septumuleius         |           | 2. Jahrhundert v. Chr.          |                                                                                               |
| Sergius              |           | seit dem 1. Jahrhundert v. Chr. |                                                                                               |
| Serius               |           | 2. Jahrhundert v. Chr.          |                                                                                               |
| Sertorius            |           | 2. bis 1. Jahrhundert v. Chr.   |                                                                                               |
| Servilius            |           | seit dem 5. Jahrhundert v. Chr. | Ahala, Caepio, Fidenas, Geminus, Isauricus, Vatia                                             |
| Servius              |           | seit dem 1. Jahrhundert v. Chr. |                                                                                               |
| Sestius              | Patrizier | seit dem 5. Jahrhundert v. Chr. |                                                                                               |
| Sextilius            |           | seit dem 4. Jahrhundert v. Chr. |                                                                                               |
| Sextius              | Plebejer  | seit dem 4. Jahrhundert v. Chr. |                                                                                               |
| Siccius              | Patrizier | 5. Jahrhundert v. Chr.          |                                                                                               |
| Sicinius             | Plebejer  | seit dem 5. Jahrhundert v. Chr. |                                                                                               |
| Silius               | Plebejer  | seit dem 5. Jahrhundert v. Chr. |                                                                                               |
| Sittius              |           | seit dem 1. Jahrhundert v. Chr. |                                                                                               |
| Sosius (Sossius)     |           | seit dem 1. Jahrhundert v. Chr. |                                                                                               |
| Staienus             |           | seit dem 2. Jahrhundert v. Chr. |                                                                                               |
| Staius               |           | seit dem 3. Jahrhundert v. Chr. |                                                                                               |
| Statilius            |           | seit dem 1. Jahrhundert v. Chr. |                                                                                               |
| Statius              |           | seit dem 5. Jahrhundert v. Chr. |                                                                                               |
| Suillius (Suilius)   |           | seit dem 1. Jahrhundert v. Chr. |                                                                                               |
| Sulpicius            | Patrizier | seit dem 5. Jahrhundert v. Chr. | Camerinus, Cornutus, Galba, Galus, Longus, Paterculus, Peticus, Praetextanus, Rufus, Saverrio |

## T
| Nomen       | Stand    | Zeit                            | Stirpes                                        |
| ----------- | -------- | ------------------------------- | ---------------------------------------------- |
| Tadius      |          | 1. Jahrhundert v. Chr.          |                                                |
| Tarquinius  |          | seit dem 6. Jahrhundert v. Chr. |                                                |
| Tarquitius  |          | seit dem 1. Jahrhundert v. Chr. |                                                |
| Tarrutius   |          | seit dem 1. Jahrhundert v. Chr. |                                                |
| Teidius     |          | seit dem 1. Jahrhundert v. Chr. |                                                |
| Tempanius   |          | 5. Jahrhundert v. Chr.          |                                                |
| Terentius   |          | seit dem 3. Jahrhundert v. Chr. | Afer, Lucanus, Massaliota, Tuscivicanus, Varro |
| Terrasidius |          | 1. Jahrhundert v. Chr.          |                                                |
| Tettius     |          | seit dem 1. Jahrhundert v. Chr. |                                                |
| Tiburtius   |          | 1. Jahrhundert v. Chr.          |                                                |
| Ticina      |          | 1. Jahrhundert v. Chr.          |                                                |
| Tillius     |          | seit dem 1. Jahrhundert v. Chr. |                                                |
| Tineius     |          | 2. Jahrhundert                  |                                                |
| Titinius    | Plebejer | seit dem 5. Jahrhundert v. Chr. |                                                |
| Titius      |          | seit dem 1. Jahrhundert v. Chr. |                                                |
| Titurius    |          | 1. Jahrhundert v. Chr.          |                                                |
| Tolumnius   |          | 5. Jahrhundert v. Chr.          |                                                |
| Toranius    |          | 1. Jahrhundert v. Chr.          |                                                |
| Trebatius   | Plebejer | 1. Jahrhundert v. Chr.          |                                                |
| Trebellius  |          | seit dem 1. Jahrhundert v. Chr. |                                                |
| Trebius     |          | seit dem 3. Jahrhundert v. Chr. |                                                |
| Trebonius   | Plebejer | seit dem 5. Jahrhundert v. Chr. |                                                |
| Tremilius   |          | seit dem 2. Jahrhundert v. Chr. |                                                |
| Tuccius     |          | seit dem 3. Jahrhundert v. Chr. |                                                |
| Tullius     |          | seit dem 5. Jahrhundert v. Chr. | Cicero                                         |
| Turius      |          | 1. Jahrhundert v. Chr.          |                                                |
| Turpilius   |          | seit dem 2. Jahrhundert v. Chr. |                                                |
| Turranius   |          | seit dem 1. Jahrhundert v. Chr. |                                                |
| Turulius    |          | 1. Jahrhundert v. Chr.          |                                                |

## U
| Nomen    | Stand | Zeit                   | Stirpes |
| -------- | ----- | ---------------------- | ------- |
| Umbrenus |       | 1. Jahrhundert v. Chr. |         |
| Ummidius |       | 1. und 2. Jahrhundert  |         |

## V
| Nomen                 | Stand     | Zeit                            | Stirpes                                                         |
| --------------------- | --------- | ------------------------------- | --------------------------------------------------------------- |
| Valerius              | Patrizier | seit dem 4. Jahrhundert v. Chr. | Flaccus, Laevinus, Maximus, Messala, Poplicola, Tappo, Triarius |
| Valgius               |           | 1. Jahrhundert v. Chr.          |                                                                 |
| Varius                |           | 1. Jahrhundert v. Chr.          |                                                                 |
| Vatinius              |           | seit dem 2. Jahrhundert v. Chr. |                                                                 |
| Vedius                |           | seit dem 1. Jahrhundert v. Chr. | Antoninus                                                       |
| Velleius              |           | seit dem 1. Jahrhundert v. Chr. |                                                                 |
| Vennonius             |           | seit dem 2. Jahrhundert v. Chr. |                                                                 |
| Ventidius             |           | seit dem 1. Jahrhundert v. Chr. |                                                                 |
| Venuleius (Venilius)  |           | seit dem 1. Jahrhundert v. Chr. |                                                                 |
| Vergilius (Virgilius) |           | seit dem 1. Jahrhundert v. Chr. |                                                                 |
| Verginius             | Patrizier | seit dem 5. Jahrhundert v. Chr. | Tricostus                                                       |
| Verrius               |           | seit dem 1. Jahrhundert v. Chr. |                                                                 |
| Vestorius             |           | 1. Jahrhundert v. Chr.          |                                                                 |
| Vestrius              |           | 1. Jahrhundert v. Chr.          |                                                                 |
| Vettius               |           | seit dem 2. Jahrhundert v. Chr. |                                                                 |
| Veturius              | Patrizier | seit dem 5. Jahrhundert v. Chr. | Calvinus, Cicurinus, Philo                                      |
| Vibellius             |           | 3. Jahrhundert v. Chr.          |                                                                 |
| Vibennius             |           | 1. Jahrhundert v. Chr.          |                                                                 |
| Vibidius              |           | seit dem 1. Jahrhundert v. Chr. |                                                                 |
| Vibienus              |           | 1. Jahrhundert v. Chr.          |                                                                 |
| Vibius                |           | seit dem 3. Jahrhundert v. Chr. |                                                                 |
| Vibullius             |           | seit dem 1. Jahrhundert v. Chr. | Pansa                                                           |
| Villius               | Plebejer  | seit dem 5. Jahrhundert v. Chr. | Annalis, Tappulus                                               |
| Vinicius (Vinucius)   |           | seit dem 1. Jahrhundert v. Chr. |                                                                 |
| Vinius (Vinnius)      |           | seit dem 1. Jahrhundert v. Chr. |                                                                 |
| Vinnius               |           | 1. Jahrhundert v. Chr.          |                                                                 |
| Vipsanius             |           |                                 |                                                                 |
| Visellius             |           | seit dem 5. Jahrhundert v. Chr. |                                                                 |
| Vitellius             |           | seit dem 1. Jahrhundert v. Chr. |                                                                 |
| Voconius              | Plebejer  | seit dem 2. Jahrhundert v. Chr. |                                                                 |
| Volcatius             |           | seit dem 1. Jahrhundert v. Chr. |                                                                 |
| Volscius              |           | 5. Jahrhundert v. Chr.          |                                                                 |
| Volteius              |           | 1. Jahrhundert v. Chr.          |                                                                 |
| Volturcius            |           | 1. Jahrhundert v. Chr.          |                                                                 |
| Volumnius             |           | seit dem 5. Jahrhundert v. Chr. |                                                                 |
| Volusenus             |           | seit dem 1. Jahrhundert v. Chr. |                                                                 |
| Volusius              |           | seit dem 1. Jahrhundert v. Chr. |                                                                 |
| Volusus               |           | seit dem 5. Jahrhundert v. Chr. |                                                                 |
| Vorenus               |           | 1. Jahrhundert v. Chr.          |                                                                 |